# 벌교 나들목
벌교 나들목(Beolgyo IC)는 전라남도 보성군 벌교읍 칠동리에 설치된 남해고속도로의 6번 교차로(나들목)이다. 이중 트럼펫형이며, 벌교읍내로 진출할 수 있으나, 벌교읍내는 고흥 나들목에서 더 가깝다.
고흥 나들목이 영암 방향 진출과 순천 방향 진입만 가능하기 때문에 영암 방면에서 오는 차량은 고흥군 방면으로 진행하려면 반드시 이 나들목을 이용하여야 한다.

## 연혁
- 2006년 10월 17일 : 나들목 신설을 위해 보성군 도시계획시설 교통광장에 보성군 벌교읍 칠동리 일원을 벌교 나들목으로 고시[1]
- 2012년 4월 27일 : 남해고속도로 영암 ~ 순천 구간 개통에 따라 영업개시[2]

## 구조물 정보
- 위치 : 전라남도 보성군 벌교읍 칠동리
- 영업소: 전라남도 보성군 벌교읍 남해고속도로 79

## 접속하는 도로
- 녹색로 (국도 제2호선)

## 교통량 정보
| 요금소        | 통행량 (대/일) | 통행량 (대/일) | 통행량 (대/일) | 통행량 (대/일) | 통행량 (대/일) | 통행량 (대/일) | 통행량 (대/일) | 통행량 (대/일) | 각주  |
| 요금소        | 2012년         | 2013년         | 2014년         | 2015년         | 2016년         | 2017년         | 2018년         | 2019년         | 각주  |
| ------------- | -------------- | -------------- | -------------- | -------------- | -------------- | -------------- | -------------- | -------------- | ----- |
| 벌교 (폐쇄식) | 2,429          | 2,120          | 2,216          | 2,501          | 2,663          | 2,877          | 2,807          | 2,949          | [ 3 ] |